# Distretto di Radom
Il distretto di Radom (in polacco powiat radomski) è un distretto polacco appartenente al voivodato della Masovia.

## Geografia antropica

### Suddivisioni amministrative
Il distretto comprende 13 comuni.
- Comuni urbani: Pionki
- Comuni urbano-rurali: Iłża, Skaryszew
- Comuni rurali: Gózd, Jastrzębia, Jedlińsk, Jedlnia-Letnisko, Kowala, Pionki, Przytyk, Wierzbica, Wolanów, Zakrzew